# Ceratempis longicornis
Ceratempis longicornis är en tvåvingeart som beskrevs av Axel Leonard Melander 1928. Ceratempis longicornis ingår i släktet Ceratempis och familjen Brachystomatidae.
Artens utbredningsområde är Washington. Inga underarter finns listade i Catalogue of Life.